# The Virgin Soldiers
The Virgin Soldiers è un film del 1969 diretto da John Dexter e basato sull'omonimo romanzo di Leslie Thomas.

## Trama
Un reggimento britannico, stanziato in Malesia, passa il tempo amoreggiando con i locali e con alcune giovani ragazze britanniche di stanza sull'isola.

## Sequel
Nel 1977 ne è stato realizzato un sequel intitolato Stand Up, Virgin Soldiers.

## Incassi
Il film era al 17º posto per gli incassi del 1969 nel Regno Unito.

## Curiosità
Il poster del film è visibile nel film Exponerad (1971).